# Regional at Best (album Twenty One Pilots)
Regional at Best (skracane do RaB) - drugi album studyjny amerykańskiego duetu muzycznego Twenty One Pilots, wydany 8 lipca 2011 roku. Część utworów było później nagrane i wydane ponownie na albumie Vessel z 2013 roku.

## Historia
Krótko po tym, jak Nick Thomas i Chris Salih opuścili zespół, perkusista Josh Dun dołączył do Tylera Josepha, tworząc obecny skład zespołu. Album został wydany niezależnie w dniu 8 lipca 2011 roku w formacie cyfrowym i CD. Towarzyszył mu bezpłatny koncert w New Albany High School.

## Styl albumu
Po zmianie składu zespół drastycznie zmienił swoje brzmienie. Pierwszy album utrzymany był w klimacie rocka alternatywnego, gdy styl Regional at Best skomponowany jest w koncepcji pop rocka, indietronici i synth popu.

## Wstrzymanie produkcji
Po podpisaniu umowy z Fueled by Ramen w 2012 roku postanowiono o wstrzymaniu produkcji Regional at Best. Album został wycofany wraz z wydaniem Vessel i nie jest już dostępny cyfrowo ani fizycznie (jedynie niektóre usługi przesyłania strumieniowego nadal posiadają album). Kopie fizyczne są obecnie bardzo trudne do znalezienia.